# Peter Evison
Peter Kenneth Evison (Chiswick, 27 mei 1964) is een voormalig topdarter uit Engeland. Zijn bijnaam is The Fen Tiger. Tot Evisons grootste prestaties behoorden zijn gewonnen Grandslamfinales van de Winmau World Masters van 1989 en het World Matchplay van 1996.  
Evison maakte in 1988 zijn debuut op het wereldkampioenschap. Na winstpartijen tegen Dave Whitcombe en Fred McMullan verloor hij pas in de kwartfinale, met 4-0 in sets tegen de latere winnaar Bob Anderson. Eén jaar later stond de Engelsman opnieuw in de kwartfinales, maar was onvermijdelijke Eric Bristow met 4-3 te sterk. Tijdens de Winmau World Masters-finale van dezelfde jaar revancheerde Evison zich door favoriet Bristow te verslaan.
Van 1990 tot 1992 vielen de prestaties van Evison met name op het wereldkampioenschap tegen. Hij bereikte in die jaren slechts eenmaal de tweede ronde van het prestigieuze toernooi (door John Lowe met een verschil van slechts een punt te verslaan. Toen Evison zich tot overmaat van ramp zelfs niet voor het WK van 1993 wist te plaatsen, stapte hij over naar de pas opgerichte PDC. Daar mocht hij één jaar later wel deelnemen aan hun inaugurele wereldkampioenschap En met succes, want hij werd pas in de halve finale verslagen door de latere winnaar Dennis Priestley.
In 1995 en 1997 zou hij nogmaals de halve finales bereiken van het PDC Wereldkampioenschap Darts. Daarna ging hij na zijn grote World Matchplay-zege van 1996, waarin hij Phil Taylor in de tweede ronde met liefst 8-1 versloeg om later Dennis Priestley met 16-14 in de finale te verslaan, bergafwaarts met Evison. Hij wist zich zowel in 1998 als 1999 niet voor het WK te kwalificeren en ook op andere toernooien begonnen de prestaties tegen te vallen. In 2000 bereikte hij nog wel de kwartfinales van het WK - een nederlaag tegen Peter Manley, daarna wist hij zich slechts nog eenmaal voor het WK te kwalificeren. 
In 2002 bereikte Evison zeer verrassend de halve finales van de World Grand Prix. Deze verloor hij met 6-0 tegen Phil Taylor.
In 2008 keerde Evison terug naar de BDO.

## Resultaten op Wereldkampioenschappen

### BDO
- 1988: Kwartfinale (verloren van  Bob Anderson met 0-4)
- 1989: Kwartfinale (verloren van Eric Bristow met 3-4)
- 1990: Laatste 32 (verloren van Jack McKenna met 1-3)
- 1991: Laatste 16 (verloren van Kevin Kenny met 1-3)
- 1992: Laatste 32 (verloren van Keith Sullivan met 1-3)

### PDC
- 1994: Halve finale (verloren van Dennis Priestley met 3-5)
- 1995: Halve finale (verloren van Rod Harrington met 1-5)
- 1996: Kwartfinale (verloren van John Lowe met 2-4)
- 1997: Halve finale (verloren van Dennis Priestley met 4-5)
- 1998: Kwartfinale (verloren van Rod Harrington met 0-4)
- 1999: Laatste 32 (verloren van Dennis Smith met 0-3)
- 2000: Kwartfinale (verloren van Peter Manley met 1-5)
- 2001: Laatste 32 (verloren van Dennis Smith met 0-3)
- 2002: Laatste 32 (verloren van Richie Burnett met 1-4)
- 2003: Laatste 32 (verloren van Wayne Mardle met 3-4)
- 2004: Laatste 32 (verloren van Colin Lloyd met 1-4)
- 2005: Laatste 32 (verloren van Andy Jenkins met 0-4)

## Resultaten op de World Matchplay

### PDC
- 1994: Laatste 32 (verloren van Jocky Wilson met 3-8)
- 1995: Laatste 16 (verloren van Larry Butler met 5-8)
- 1996: Winnaar (gewonnen in de finale van Dennis Priestley met 16-14)
- 1997: Kwartfinale (verloren van Richie Burnett met 9-11)
- 1998: Laatste 32 (verloren van Keith Deller met 4-8)
- 1999: Kwartfinale (verloren van Rod Harrington met 9-16)
- 2000: Laatste 32 (verloren van Alex Roy met 4-10)
- 2001: Laatste 32 (verloren van Ronnie Baxter met 3-10)
- 2002: Laatste 32 (verloren van Dave Askew met 4-10)
- 2003: Kwartfinale (verloren van Colin Lloyd met 11-16)
- 2004: Laatste 32 (verloren van Ronnie Baxter met 0-10)

### WSDT (Senioren)
- 2022: Laatste 16 (verloren van Colin McGarry met 0-8)